# La Torre de l’Espanyol
La Torre de l’Espanyol – gmina w Hiszpanii, w prowincji Tarragona, w Katalonii, o powierzchni 27,91 km². W 2011 roku gmina liczyła 681 mieszkańców.